# Филаур
Филаур (енгл. Phillaur), индијски град у округу Џаландар у држави Панџаб.

## Историја
У време британске управе у Индији, Филаур је био важна војна база британске војске. Током Индијског устанка 1857, 3. пук домородачке пешадије (сепоја) Бенгалске армије, стациониран у граду, побунио се против британске власти 10. јуна 1857.

## Демографија
По попису из 2001. године град је имао 22.228 становника. По последњем попису из 2011. град је имао 24.688 становника, од чега 52,5 % мушкараца, 17 % неписмених и 38 % запослених.